# Cynodon ambiguus
Cynodon ambiguus là một loài thực vật có hoa trong họ Hòa thảo. Loài này được Jisaburo Ohwi mô tả khoa học đầu tiên năm 1947 dưới danh pháp Brachyachne ambigua. Năm 2015 Paul M. Peterson chuyển nó sang chi Cynodon theo tổ hợp tên gọi mới Cynodon ambiguus.

## Phân bố
Loài này là bản địa khu vực Java, New Guinea nhưng đã du nhập vào Lãnh thổ Bắc Úc và Tây Úc.